# Aleksander Morański
Aleksander Morański (ur. 1898 w Gródku Jagiellońskim, zm. 1974 w Krakowie) – polski malarz.

## Życiorys
Był jednym z młodszych ochotników, którzy zgłosili się do Legionów Polskich. We wrześniu 1916 został zaszeregowany do 8 kompanii II baonu 3 Pułku Piechoty, a następnie do 1 kompanii 1 baonu 2 Pułku Piechoty. Po powstaniu Polskiego Korpusu Posiłkowego służył w nim do II połowy 1917, kiedy to został skierowany na urlop.Służył na froncie wołyńskim i besarabskim. W 1916 był ranny w nogę pod Maniewiczami na Wołyniu. Po odmowie wstąpienia do armii austriackiej został aresztowany we Lwowie i internowany, skąd zbiegł i ukrywał się w Przemyślu. Od 30 października 1918 do połowy 1920 roku służył jako ochotnik w wojsku polskim kolejno  w obronie Przemyśla, obronie Lwowa i na wojnie polsko-bolszewickiej. Ukończył I Gimnazjum matematyczno-przyrodnicze im. Mikołaja Kopernika we Lwowie, maturę zdał w Krakowie w 1939 r. 1 września 1939 powołany do wojska walczył do 18. września na froncie południowym jako starszy strzelec z cenzusem. Od 19 września do 25 sierpnia 1940 był internowany w obozie wojskowym w Rumunii, gdzie wykonał dużą serię rysunków. Od 1 września 1940 do 19 stycznia 1945 służył w szeregach Armii Krajowej na stanowisku dowódcy drużyny. W 1943 ukończył podchorążówkę AK i uzyskał stopień kaprala z cenzusem. Studia na krakowskiej Akademii Sztuk Pięknych ukończył  w 1946. Studia z zakresu historii sztuki na Uniwersytecie Jagiellońskim ukończył w 1955 r. Niewiele wiadomo o udziale artysty w życiu artystycznym. W listopadzie 1934 pokazywał kilka obrazów na wystawie zbiorowej w Krakowskim Domu Plastyków. Później wystawiał swoje prace w krakowskim Pałacu Sztuki.
Aleksander Morański tworzył w technice olejnej oraz akwareli. Był przede wszystkim wybitnym portrecistą. Jego dorobek obejmuje także malarstwo krajobrazowe (Tatry) i widoki Krakowa (malowane głównie w technice akwareli). W 2021 r. reprezentatywny zespół dzieł Aleksandra Morańskiego został przekazany przez córkę artysty do zbiorów Muzeum Narodowego Krakowie.
Odznaczenia: Krzyż Niepodległości (1937), Krzyż Legionów (1926), Gwiazda Przemyśla (1920), Odznaka pamiątkowa „Orlęta”, Medal Pamiątkowy za Wojnę 1918–1921.